# 2010 en Côte d'Ivoire
2008 en Côte d'Ivoire - 2009 en Côte d'Ivoire - 2010 en Côte d'Ivoire - 2011 en Côte d'Ivoire - 2012 en Côte d'Ivoire
 2008 par pays en Afrique - 2009 par pays en Afrique - 2010 par pays en Afrique - 2011 par pays en Afrique - 2012 par pays en Afrique -

## Chronologie

### Janvier 2010
- Vendredi 15 janvier 2010 : Ouverture d'une « enquête de renseignement judiciaire » sur des soupçons de « fraude » visant la commission électorale, dont le chef Robert Beugré Mambé exclut de démissionner. Une polémique agite la classe politique ivoirienne depuis que le président Laurent Gbagbo a accusé le 9 janvier la Commission électorale indépendante (CEI) d'avoir créé en dehors des procédures normales un fichier de « 429 000 personnes à intégrer d'office à la liste électorale définitive » pour le prochain scrutin présidentiel[1].

### Février 2010
- Vendredi 5 février 2010 : L'enquête de la justice ivoirienne visant la Commission électorale indépendante a conclu à des « fraudes manifestes » dans l'élaboration de la liste des votants.

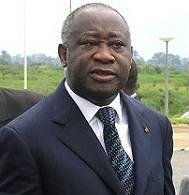
Laurent Gbagbo
(octobre 2007)

- Vendredi 12 février 2010 : Le président Laurent Gbagbo annonce la dissolution du gouvernement d'unité et de la commission électorale. Le premier ministre et ancien chef de la rébellion, Guillaume Soro, reste en poste pour participer à la formation d'un nouvel exécutif[2].
- Dimanche 14 février 2010 : Charles Blé Goudé, chef des « patriotes » ivoiriens soutenant le président Laurent Gbagbo, lance un appel au calme, après que l'opposition a exhorté la veille la population à « s'opposer par tout moyen » au pouvoir en place, au lendemain de la dissolution du gouvernement et de la Commission électorale indépendante la président Laurent Gbagbo, et a appelé à la mobilisation contre « cette dictature ». Il estime que « la dissolution du gouvernement et de la CEI est un acte constitutionnel normal » destiné à « faire avancer le processus de paix qui a été pris en otage par ces opposants ».
- Vendredi 19 février 2010 : Des affrontements ont eu lieu à Gagnoa (centre-ouest) entre les forces de l'ordre et des manifestants d'opposition, causant la mort de plusieurs personnes et faisant plusieurs blessés. Selon le Mouvement de jeunesse du Parti démocratique de Côte d'Ivoire (PDCI), « la police et la gendarmerie ont chargé les manifestants en tirant à balles réelles »[3].
- Lundi 22 février 2010 :
  - Deux policiers sont « blessés par balles » dans le quartier populaire d'Abobo, lors d'échauffourées entre forces de l'ordre et des jeunes manifestants, visant le président Laurent Gbagbo, qui avaient érigé des barricades, incendié des pneus et jeté des pierres sur la police. À Katiola (centre), des jeunes manifestants ont « saccagé » le domicile du porte-parole du chef de l'État, Gervais Coulibaly, « tenté de brûler » le siège local du Front populaire ivoirien (le parti présidentiel) et un hôtel de la ville. À Daloa (centre-ouest), des militants d'opposition ont été dispersés par les forces de l'ordre à l'aide de gaz lacrymogènes[4].
  - Les autorités décident la suspension de la diffusion de la chaîne de télévision France 24 en Côte d'Ivoire pour « traitement non professionnel de l'information ».

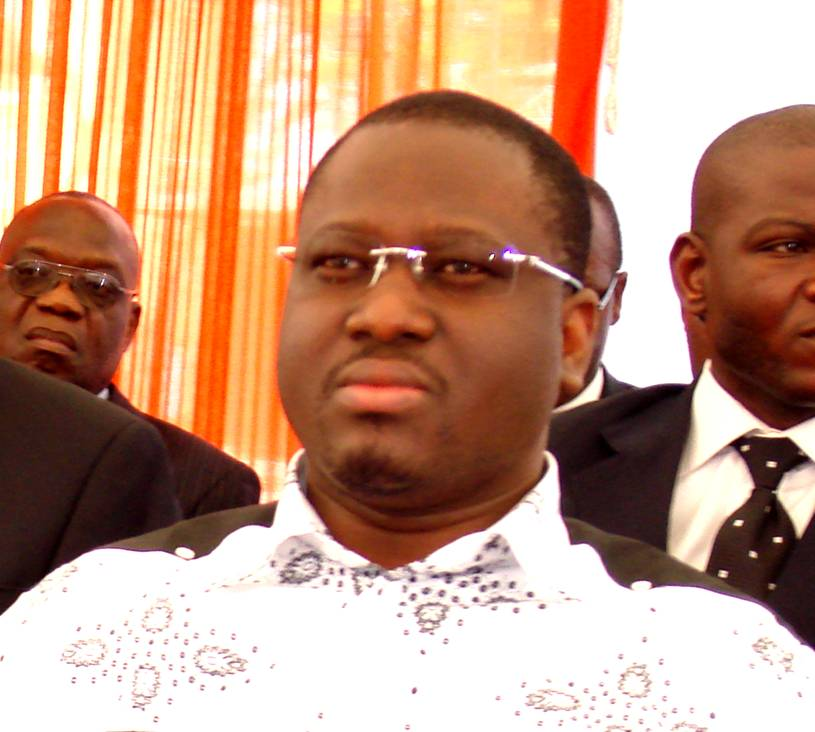
Guillaume Soro
(octobre 2008)

- Mardi 23 février 2010 : Le premier ministre, Guillaume Soro, chef de l'ex-rébellion des Forces nouvelles, présente un gouvernement incomplet, car il se donne jusqu'à jeudi pour achever la formation de son cabinet et convaincre l'opposition d'y occuper les onze postes restant à pourvoir. L'opposition exige, avant de rejoindre le gouvernement, le « rétablissement » de la Commission électorale indépendante, dissoute en même temps que le gouvernement le 12 février par le président Laurent Gbagbo.
- Vendredi 26 février 2010 : Réunie au sein du Rassemblement des houphouétistes pour la démocratie et la paix (RHDP), l'opposition a confirmé sa prochaine entrée au gouvernement, esquissant ainsi la fin de la crise politique. Son allié dans cette crise, le Parti ivoirien des travailleurs (PIT) doit aussi entrer au gouvernement. La remise sur pied de la CEI dans la nuit de jeudi à vendredi a levé l'obstacle principal à ce retour aux affaires. D'autre part, le président Laurent Gbagbo avait refusé la reconduction de titulaires RHDP de la précédente équipe, notamment des personnalités assumant d'importantes fonctions dans la campagne électorale de leur parti. Au moins sept personnes sont mortes lors de la répression des manifestations. Le premier ministre, Guillaume Soro, affirme que ce « gouvernement de mission » doit conduire le pays à une élection présidentielle « dans les trois mois à quatre mois courants »[5].

### Mars 2010
- Mardi 2 mars 2010 : La chaîne de télévision France 24, suspendue depuis le 22 février pour « traitement non professionnel de l'information », est à nouveau autorisée à remettre son signal mercredi dès la première heure. Cette décision a été prise « après des discussions » entre la chaîne de télévision et l'organe ivoirien de régulation des médias[6].
- Jeudi 4 mars 2010 : 11 ministres issus de l'opposition entrent au nouveau gouvernement de Guillaume Soro, mettant ainsi fin à la crise née le 12 février avec la dissolution du précédent cabinet et de la commission électorale. Le gouvernement qui comprend désormais 28 personnes, s'est réuni pour un conseil des ministres sous la présidence du président Laurent Gbagbo.
- Mardi 9 mars 2010 : Le Front populaire ivoirien du président Laurent Gbagbo exige que les étrangers soient « extirpés » de la liste des votants, après l'installation d'une Commission électorale indépendante (CEI) renouvelée : « Le travail que la CEI doit faire maintenant, c'est de faire en sorte que nous ayons des listes propres […] Tant que les listes ne seront pas propres, on n'ira pas aux élections […] Nous voulons un mécanisme pour extirper les fraudeurs de la liste », car le système prévu ne permet pas de déceler « les nombreux étrangers présents ». Le FPI réclame pour ce faire « une recomposition des commissions électorales locales ». Cependant, selon Mamadou Sanogo, secrétaire national aux élections au Rassemblement des républicains (RDR) de l'opposant et ex-premier ministre, Alassane Ouattara : « il n'est pas question de mettre à l'ordre du jour le renouvellement de ces commissions » et la révision du mode opératoire du contentieux sur la liste. « Ce serait un point de blocage » pour renvoyer le scrutin présidentiel à « la période d'octobre 2010 », ce qui permettrait au chef de l'État de boucler dix ans de pouvoir[7].
- Mercredi 17 mars 2010 : L'opération d'indemnisation des victimes du déversement de résidus toxiques du cargo « Probo Koala » à Abidjan en août 2006, bloquée depuis octobre 2009, a débuté, selon la Coordination nationale des victimes des déchets toxiques (CNVDT-CI). Plus de 16 000 chèques ont déjà été délivrés et les victimes sont payées au fur et à mesure. 22,5 milliards de francs CFA (33 millions d'euros) devraient être versés à quelque 30 000 victimes par la multinationale « Trafigura », affréteur du cargo Probo Koala. La catastrophe sanitaire avait causé la mort de 17 personnes, selon la justice ivoirienne, et des milliers d'intoxications. La compagnie a toujours nié qu'il ait pu provoquer décès et maladies graves[8].
- Lundi 29 mars 2010 : Le Suédois Sven-Goran Eriksson, ancien entraîneur de l'Angleterre, est nommé à la tête de la sélection ivoirienne pour la Coupe du monde de football, en remplacement du Serbe Vahid Halilhodžić, après la défaite de la Côte d'Ivoire en quarts de finale de la Coupe d'Afrique des nations face à l'Algérie.

### Juin 2010
- Samedi 12 juin 2010 : Deux morts et une vingtaine de blessés lors d'un bousculade à l'entrée du stade de Bouaké (centre), où le chanteur de reggae Alpha Blondy donnait un « concert de la paix et de l'unité ».
- Dimanche 20 juin 2010 : Le président Laurent Gbagbo ordonne l'ouverture d'une enquête portant notamment sur des soupçons de détournement d'argent visant le ministre de l'Intérieur Désiré Tagro. De graves accusations ont été portées début juin par le président de l'Assemblée nationale, Mamadou Koulibaly, puis par « certains organes de presse »[9]. Parmi les accusations portées : il aurait favorisé sa « tribu d'origine » pour l'entrée à l'École de Police et aurait « directement ou indirectement marchandé les places mises au concours », il aurait « détourné pour son compte ou pour le compte d'autrui les sommes d'argent mises à la disposition des éditions 2007, 2008 et 2009 du Hajj » (pèlerinage à La Mecque), il aurait « détourné les sommes payées à l'État de Côte d'Ivoire par la société Trafigura pour l'indemnisation des victimes des déchets toxiques ? » versées en 2006, il aurait enfin « perçu seul ou avec autrui la somme de dix milliards de francs CFA qui lui aurait été versée à titre de commission par la société Sagem Sécurité  », l'opérateur technique français impliqué dans le processus électoral ivoirien, devant conduire à l'élection présidentielle sans cesse reportée depuis 2005.
- Jeudi 24 juin 2010 : Des glissements de terrain, provoqués par des pluies torrentielles, ont causé la mort d'au moins 8 personnes dans des « quartiers précaires » (bidonvilles) installés sur le flanc ou au bas de collines à Abidjan. Les pluies diluviennes ont également inondé des quartiers résidentiels de la ville et occasionné de nombreux dégâts. En juin 2009, les éboulements dus aux fortes pluies avaient fait 21 morts dans la capitale.

### Juillet 2010
- Vendredi 16 juillet 2010 : Trois journalistes d'un quotidien ivoirien, dont un Français, ont été écroués à Abidjan pour « vol de document administratif » après la publication des conclusions d'une enquête judiciaire sur la filière cacao en Côte d'Ivoire[10]. Il s'agit du français Théophile Kouamouo, directeur de la rédaction du journal ivoirien Le Nouveau courrier, ainsi que des ivoiriens Stéphane Guédé et Saint Claver Oula, directeur de publication et rédacteur en chef.
- Jeudi 22 juillet 2010 : Quatre militaires français sont renvoyés devant les assises par une juge du Tribunal aux armées de Paris (TAP) pour le meurtre de Firmin Mahé, mort étouffé dans un blindé français en 2005 en Côte d'Ivoire. Considéré par les soldats de la force Licorne comme un « coupeur de route », un bandit semant la terreur dans la région de Man, Firmin Mahé avait été interpellé le 13 mai 2005 après avoir été blessé à une jambe lors d'un accrochage avec des militaires français[11].
- Vendredi 23 juillet 2010 : La multinationale Trafigura, poursuivie pour infraction à la législation européenne sur l'importation et l'exportation de déchets, pour ne pas avoir mentionné la nature des déchets transportés et pour faux en écriture, a été condamnée à Amsterdam, à un million d'euros d'amende pour l'escale, en juillet 2006 aux Pays-Bas, du cargo « Probo Koala », dont la cargaison de déchets toxiques avait été épandue plus tard en Côte d'Ivoire. L'employé, responsable de l'escale et le capitaine du cargo ont aussi été condamnés. Ce procès ne concernait pas le déversement des déchets en Côte d'Ivoire, qui avait fait, selon la justice ivoirienne, 17 morts et des milliers d'intoxiqués. Des accords sur des indemnisations de 33 et 152 millions d'euros à Londres et Abidjan ont entraîné l'abandon de poursuites pour ces déversements de déchets toxiques[12].
- Lundi 26 juillet 2010 : Les 3 journalistes détenus depuis le 16 juillet ont été relaxés, pour les accusations de « vol de document administratif » et de « révélation d'un document couvert par le secret », après la publication des conclusions d'une enquête judiciaire sur la filière cacao ivoirienne, mais ils ont été condamnés à une suspension de 15 jours de leur journal et à payer ensemble une amende de 5 millions de francs CFA (7 500 euros) pour « diffusion d'information sur un dossier judiciaire non encore évoqué à l'audience publique »[13].

### Août 2010
- Jeudi 26 août 2010 : Selon un rapport de la mission des droits de l'homme de l'ONU sur les dernières violentes manifestations, l'embargo sur les armes en vigueur en Côte d'Ivoire, qui rend difficile l'importation d'équipement anti-émeutes, est indirectement à l'origine de la mort de onze manifestants tués en février par les forces de l'ordre. Au total, 13 personnes ont été tuées, onze par balles et deux battues à mort, et 76 civils et 18 policiers et soldats ont été blessés[14].

### Septembre 2010
- Mercredi 8 septembre 2010 : Ouverture à Abidjan du procès des 28 anciens dirigeants, dont 7 femmes, de la filière cacao en Côte d'Ivoire, premier producteur mondial, soupçonnés de malversations massives et incarcérés depuis juin 2008. Ils sont poursuivis pour « détournement de fonds, abus de confiance, abus de biens sociaux, escroquerie, faux et usage de faux en écriture privée de banque ». L'enquête judiciaire a été ouverte en octobre 2007 à la demande du président Laurent Gbagbo, et avait débouché sur l'arrestation en juin 2008 de la quasi-totalité des responsables de la juteuse filière dont des proches du chef de l'État. Leur incarcération, prolongée sans jugement dans des délais hors normes, avait été suivie de la création d'un comité de gestion provisoire de la filière remplaçant les diverses structures.

### Octobre 2010
- Dimanche 31 octobre 2010 : Première élection présidentielle depuis 10 ans dans un pays coupé en deux depuis une tentative de coup d'État en 2002, avec au Nord les rebelles de Guillaume Soro, nommé premier ministre en 2007, et au Sud les partisans du président sortant Laurent Gbagbo. Ce premier tour du scrutin, repoussé à six reprises depuis 2005, met aux prises Laurent Gbagbo, l'ancien président Henri Konan Bédié (PDCI) et l'ex-premier ministre Alassane Ouattara. 5,7 millions d'Ivoiriens étaient invités à se rendre aux urnes. À Abidjan et à Bouaké, fief de l'ancienne rébellion, les opérations de vote se sont déroulées dans le calme. Environ 9 500 soldats de l'ONU chargés du maintien de la paix, épaulés par la force Licorne française, étaient prêts à intervenir en cas de violences. Le président de la mission d'observation de l'Union européenne, Christian dan Preda, indique n'avoir été témoin d'aucune irrégularité. Cependant les craintes demeurent de voir voler en éclats les bonnes résolutions de calme dès l'annonce des résultats. Le premier ministre, Guillaume Soro, a appelé samedi les candidats à accepter les résultats qui seront annoncés par la Commission électorale ivoirienne. En Île-de-France, 5 bureaux de vote ont été fermés prématurément à cause d'incidents et des membres de la Commission électorale ont demandé l'annulation du scrutin pour la France[15].

### Novembre 2010

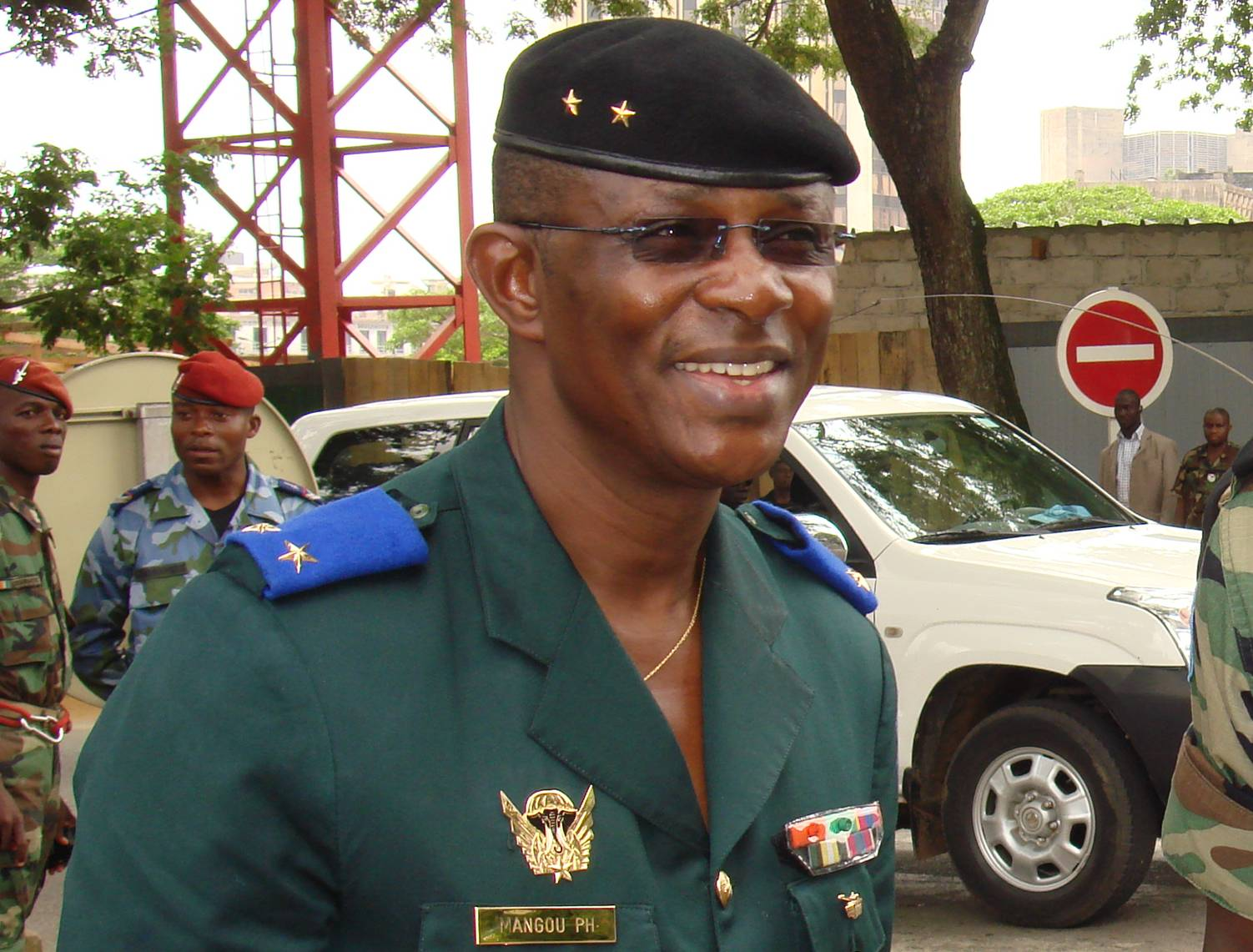
Jean-Philippe Mangou
(septembre 2008)

- Mardi 2 novembre 2010 : le chef d'état-major de l'armée ivoirienne, le général Philippe Mangou, appelle « au calme et à la sérénité » dans l'attente des résultats de la présidentielle. La tension monte deux jours après le premier tour de la présidentielle, la quasi-absence de résultats laissant le champ libre aux rumeurs sur l'issue du vote mais aussi sur de prétendues opérations militaires. Le scrutin est censé clore la crise née en 2002 d'un putsch manqué de l'ex-rébellion des Forces nouvelles (FN), qui tient depuis lors le nord du pays.
- Jeudi 4 novembre 2010 : le président Laurent Gbagbo (1 755 495 voix, soit 38,3 % des suffrages) et l'ex-premier ministre Alassane Ouattara (1 480 610 voix, soit 32,08 % des suffrages) sont arrivés en tête du premier tour de la présidentielle a proclamé la commission électorale. L'ancien président Henri Konan Bédié, arrivé troisième, a obtenu 1 165 219 voix, soit 25,24 % des suffrages, et son parti a dénoncé une « volonté manifeste de tripatouillage » et réclamé un recomptage.
- Samedi 6 novembre 2010 : L'ex-premier ministre Alassane Ouattara, qualifié pour le second tour de la présidentielle, et les autres chefs de l'opposition dont l'ancien chef d'État, Henri Konan Bédié, exigent « la reprise du comptage des bulletins de vote ». Ils estiment que de « graves irrégularités » lors du premier tour le 31 octobre « ont entraîné la perte de centaines de milliers de voix des candidats du RHDP au profit » du président sortant Laurent Gbagbo.
- Dimanche 7 novembre 2010 : L'ancien président Henri Konan Bédié « exhorte fermement à voter massivement » pour l'ex-premier ministre Alassane Ouattara, qui affrontera au deuxième tour de la présidentielle le 21 novembre le chef de l'État sortant Laurent Gbagbo.
- Mardi 9 novembre 2010 : Le premier ministre, Guillaume Soro, annonce que le second tour de l'élection présidentielle se tiendrait le 28 novembre, comme initialement prévu par la Commission électorale indépendante et non pas le 21 novembre comme annoncé par le Conseil constitutionnel. Il se déclare confiant dans le fait que le deuxième tour se déroulera sans violence car « de toute façon, aucun des deux candidats n'a intérêt à être mal élu »[16].
- Vendredi 12 novembre 2010 : La mission de l'ONU en Côte d'Ivoire (ONUCI) a validé les résultats définitifs du premier tour de la présidentielle historique du 31 octobre, jugeant que les « irrégularités mineures » constatées n'avaient pas entaché globalement le scrutin, « malgré des incidents isolés, notamment des actes d'intimidation et d'obstruction à la liberté de mouvement dans certaines régions ». À l'issue de la proclamation des résultats définitifs par le Conseil constitutionnel, le chef de l'État sortant Laurent Gbagbo et l'ex-Premier ministre Alassane Ouattara, arrivés en tête au premier tour avec respectivement 38 % et 32 % des suffrages, s'affronteront au second tour le 28 novembre. Alassane Ouattara et son allié, l'ex-président Henri Konan Bédié, arrivé troisième, avaient dénoncé de « graves irrégularités » et exigé un recomptage des voix, mais le Conseil constitutionnel a affirmé qu'ils n'avaient pas déposé leurs recours dans les délais.
- Vendredi 19 novembre 2010, Abidjan : Des heurts entre jeunes partisans des deux candidats, Laurent Gbagbo et Alassane Ouattara, ont fait une vingtaine de 5 blessés, devant le siège du RHDP (Rassemblement des houphouétistes pour la démocratie et la paix)[17].
- Dimanche 21 novembre 2010 Abidjan : Des affrontements ont eu lieu entre partisans des deux candidats après un meeting de Laurent Gbagbo, le président sortant, à Adjamé, un quartier populaire, fief de l'ex-Premier ministre Alassane Ouattara, faisant une dizaine de blessés.
- Mercredi 24 novembre 2010 :
  - La mission de l'Union européenne dépêchée en Côte d'Ivoire pour observer l'élection présidentielle accuse la commission électorale nationale d'obstructions inacceptables et son peu de respect des accords passés avec les observateurs en dépit de plusieurs requêtes. Lors du premier tour, les observateurs ont reproché à la Commission d'avoir mis trois jours à publier les résultats et de les avoir exclus de la surveillance de certaines opérations de dépouillement.
  - Abidjan : De nouveaux heurts ont éclaté entre jeunes partisans des candidats du second tour de la présidentielle.
- Jeudi 25 novembre 2010 : De nouveaux affrontements ont éclaté à Bayota (300 km à l'ouest d'Abidjan) entre jeunes partisans des candidats du second tour de la présidentielle. Un jeune homme a été poignardé et tué par un sympathisant pro-Ouattara pour avoir arraché une affiche de campagne de Alassane Ouattara. La gendarmerie a interpellé quatre personnes dont l'auteur présumé du meurtre.
- Samedi 27 novembre 2010, Abidjan : Au moins 3 personnes ont été tuées et une dizaine autres blessées, lors des affrontements entre forces de l'ordre et des partisans du candidat Alassane Ouattara, qui manifestaient dans le quartier populaire d'Abobo contre le couvre-feu qui devait être instauré dans la soirée. Un camion de la police a été incendié par les manifestants en colère ce qui a entraîné le déploiement en force de la police.
- Dimanche 28 novembre 2010 :
  - Deuxième tour de l'élection présidentielle[18].
  - 3 personnes sont mortes en marge du scrutin. À Daloa, 3 membres des forces de sécurité auraient été tués aux abords de 3 bureaux de vote où des électeurs en colère se plaignaient d'être empêchés de voter après la fermeture officielle.
- Mardi 30 novembre 2010 :
  - Des représentants du président sortant Laurent Gbagbo au sein de la commission électorale ont empêché physiquement l'annonce de résultats partiels du second tour de la présidentielle.
  - Chaque camp est en train de rapatrier vers sa zone les éléments armés qui avaient été envoyés dans l'autre partie du pays pour sécuriser le scrutin de dimanche. 1 500 soldats loyalistes sont redescendus vers le sud du pays, tandis que les 1 500 hommes des Forces nouvelles sont en train de remonter vers le nord.

### Décembre 2010
- Mercredi 1er décembre 2010 : Le secrétaire général de l'ONU, Ban Ki-moon et le chef de la diplomatie européenne, Catherine Ashton réclament la publication avant minuit des résultats du second tour de l'élection présidentielle en Côte d'Ivoire, « conformément au calendrier convenu ». Le président sortant Laurent Gbagbo, a prorogé jusqu'à dimanche le couvre-feu nocturne instauré à l'occasion de la présidentielle, et qui aurait dû prendre fin ce mercredi.
- Jeudi 2 décembre 2010 :
  - Le président de la commission électorale annonce la victoire d'Alassane Ouattara à la présidentielle, avec 54,1 % des voix. Le Conseil constitutionnel juge ces résultats non valables, soulignant que le délai légal fixé à la Commission électorale avait expiré mercredi à minuit, estimant qu'« une fois ce délai expiré, la Commission électorale n'est plus habilitée à annoncer les résultats ». L'armée ivoirienne annonce la fermeture « jusqu'à nouvel ordre » de toutes les frontières terrestres, aériennes et maritimes du pays. Le Conseil national de la communication audiovisuelle annonce « la suspension sans délai » de la diffusion des chaînes de télévision et de radio d'information étrangères afin « de maintenir la paix sociale fortement ébranlée » dans le pays.
  - Dans sa première déclaration, le nouveau président Alassane Ouattara a fait part de sa « pensée pour toutes les victimes de [la] longue crise » qui déchire le pays depuis une décennie. Il a expliqué que son premier objectif de chef du pays serait de « rassembler la nation autour des valeurs de paix, de pardon, de réconciliation et d'union ». Il a aussi promis de former « un gouvernement d'union » rassemblant notamment les « différentes forces politiques ».
  - Abidjan : Dans la nuit de mercredi à jeudi, les sièges des deux candidats, distants de 300 mètres ont fait l'objet d'attaques, causant la mort de 4 personnes et faisant 2 blessés. Après l'annonce du résultat, des affrontements ont éclaté entre partisans des deux candidats, à la lisière des quartiers d'Adjamé et d'Abobo, faisant plusieurs blessés, dont un très grave[19].
- Vendredi 3 décembre 2010 :
  - Le Conseil constitutionnel invalide les résultats provisoires de la commission électorale qui donnaient Alassane Ouattara vainqueur et proclame le président sortant, Laurent Gbagbo vainqueur avec 51,45 % des voix.
  - Le premier ministre, Guillaume Soro, demande « instamment » au représentant de l'ONU dans le pays de « certifier les résultats du scrutin présidentiel du 28 novembre 2010 afin de lui permettre de tirer toutes les conséquences juridiques et politiques du processus électoral », objet d'un grave conflit entre la Commission électorale et le Conseil constitutionnel[20].
  - L'envoyé spécial de l'Onu en Côte d'Ivoire déclare : « Les résultats du second tour de l'élection présidentielle tels qu'annoncés le 2 décembre par la commission électorale ne changent pas, ce qui confirme que le candidat Alassane Ouattara a remporté le scrutin ».
  - Abidjan : Des partisans d'Alassane Ouattara ont dressé des barricades et brûlé des pneus dans les quartiers populaires de Koumassi et Marcory, pour protester contre la proclamation de Laurent Gbagbo comme vainqueur de la présidentielle ivoirienne. Des jeunes sont sortis par centaines pour exprimer leur colère après l'annonce du Conseil constitutionnel.
  - Le président français, Nicolas Sarkozy a félicité le « président élu », Alassane Ouattara, et a demandé au président sortant Laurent Gbagbo de « respecter la volonté du peuple ». Le président des États-Unis, Barack Obama a félicité Alassane Ouattara « pour sa victoire » et appelle le président sortant Laurent Gbagbo à « reconnaître et respecter » ce résultat.
  - La presse ivoirienne redoute que ne se répètent en Côte d'Ivoire les scénarios zimbabwéens et kényans de violences post-électorales. Selon le Nouveau Réveil, « le même contexte (les élections), les mêmes palabres (le refus d'accepter la victoire de l'adversaire), le même scénario : le président sortant use de toutes les méthodes pour conserver frauduleusement le pouvoir […] Tout Ivoirien sait que l'homme, désormais obsédé par le pouvoir, a du mal à s'imaginer ex-président. Il est venu au pouvoir pour y rester, en jouir comme il l'entend, y mourir comme il l'entend »[21].
- Samedi 4 décembre 2010 :
  - Le premier ministre Guillaume Soro reconnaît Alassane Ouattara comme président, et annonce qu'il allait lui remettre la démission de son gouvernement.
  - Abidjan : Des affrontements entre partisans des deux présidents font 2 morts.
- Dimanche 5 décembre 2010 :
  - Arrivée dans l'indifférence de l'ex-président sud-africain, Thabo Mbeki, envoyé en « mission d'urgence » par l'« Union africaine », pour tenter de « trouver une solution légitime et pacifique à la crise » post-électorale.
  - Le nouveau gouvernement du premier ministre sortant, Guillaume Soro, est formé à la demande du nouveau président Alassane Ouattara. Treize ministres composent ce gouvernement. Il compte cinq membres du PDCI, quatre du RDR, les candidats malheureux du premier tour, Albert Mabri Toikeusse et Gnamien Konan, et maintient dans ses fonctions le ministre de l'Économie, Charles Diby Koffi, issu de la société civile. Guillaume Soro était devenu premier ministre de Laurent Gbagbo après avoir conclu en 2007 avec son ancien ennemi l'accord de paix de Ouagadougou[22].
  - L'ex-président, Laurent Gbagbo, qui revendique la victoire, nomme son nouveau chef du gouvernement, l'universitaire Gilbert Marie N'gbo Aké, président de la principale université d'Abidjan.
  - La Banque mondiale et la Banque africaine de développement ont indiqué s'interroger sur l'opportunité de continuer à aider la Côte d'Ivoire, face à la crise politique qui agite le pays, car il est difficile d'intervenir « efficacement dans un contexte d'incertitude et de tension qui se prolongent ». Si la crise se poursuit elle « fera tomber beaucoup plus d'Ivoiriens dans la pauvreté et causera du tort à la stabilité et la prospérité économique de l'Afrique de l'Ouest ».
- Lundi 6 décembre 2010 :
  - Le premier ministre Guillaume Soro a réuni son gouvernement dans le grand hôtel où le camp Alassane Ouattara a établi ses quartiers, sous la protection de la mission onusienne Onuci et d'éléments de l'ex-rébellion des Forces nouvelles. Il s'agissait de « traiter les questions d'actualité et d'arrêter un certain nombre d'actions à entreprendre par chacun des ministres ».
  - Le premier ministre Guillaume Soro indique qu'« il n'est pas question d'arriver à une partition de la Côte d'Ivoire », « nous avons demandé au médiateur envoyé par l'Union africaine qu'il demande à Laurent Gbagbo de partir, de laisser le pouvoir et de faire une transmission pacifique à Alassane Dramane Ouattara. Il faut que l'alternance soit ». « Le président Alassane Ouattara lui a fait des propositions » et se déclare « prêt à lui conserver ses avantages d'ancien chef d'État s'il accepte de partir du pouvoir pacifiquement », mais « s'il nous oblige, on n'aura pas d'autre choix », « ce régime est fini. Il a été condamné. Son sort est scellé par le peuple souverain de Côte d'Ivoire »[23],[24].
- Mardi 7 décembre 2010 :
  - Les Nations unies ont commencé à retirer leur personnel non essentiel de Côte d'Ivoire, soit 460 personnes. La mission de l'ONU en Côte d'Ivoire dispose de plus de 10 000 Casques bleus, de policiers et d'employés civils.
  - Le nouveau gouvernement de Laurent Gbagbo est constitué.
  - La Communauté économique des États de l'Afrique de l'Ouest (CEDEAO), réunit en sommet extraordinaire à Abuja, annonce reconnaître Alassane Ouattara comme le nouveau président-élu de la Côte d'Ivoire et exhorte Laurent Gbagbo à céder « sans délai le pouvoir dans l'intérêt supérieur » du pays. L'organisation, constatant l'échec de la tentative de médiation de Thabo Mbeki, suspend la Côte d'Ivoire de toutes ses activités.
  - L'envoyé spécial de l'ONU en Côte d'Ivoire, Choi Youn-jin, assure devant le Conseil de sécurité des Nations unies qu'Alassane Ouattara a remporté l'élection présidentielle « avec une nette avance » sur le président sortant Laurent Gbagbo, précisant avoir certifié les résultats annoncés par la Commission électorale indépendante.
  - Les États-Unis appellent le président sortant, Laurent Gbagbo, à « entamer la transition pacifique » du pouvoir à Alassane Ouattara afin de sortir le pays de la crise.
  - Le Conseil de sécurité des Nations unies n'est pas parvenu à une déclaration sur la Côte d'Ivoire, la Russie bloquant l'adoption d'un texte commun estimant que celui-ci outrepassait son mandat en déclarant Alassane Ouattara vainqueur de l'élection présidentielle.
- Mercredi 8 décembre 2010 :
  - L'Union africaine reconnaît l'opposant Alassane Ouattara comme vainqueur de l'élection présidentielle de la Côte d'Ivoire et « demande au leader » Laurent Gbagbo « respecter la volonté du peuple exprimée par les urnes » et de ce fait « de se retirer pour éviter un autre bain de sang en Afrique ». Le président de l'UA et président du Malawi, Bingu wa Mutharika, a appelé les dirigeants politiques ivoiriens à « se rapprocher et à trouver une solution durable » car « il est grand temps que les leaders africains respectent la volonté du peuple exprimée par les urnes »[25]. En conséquence, l'UA annonce qu'elle suspend la Côte d'Ivoire de toute participation aux activités des organes de l'UA jusqu'à l'exercice effectif du pouvoir par le président démocratiquement élu Alassane Ouattara.
  - L'hôtel du Golfe à Abidjan qui sert de quartier général au nouveau président Alassane Ouattara est désormais protégé par les soldats de l'ONU.
  - Le nouveau premier ministre, Guillaume Soro, estime que Laurent Gbagbo, proclamé président de la Côte d'Ivoire vendredi 3 décembre par le Conseil constitutionnel, « est non seulement un tricheur, mais un dictateur […] Quiconque n'accepte pas le jeu démocratique, le verdict du peuple et les résultats des élections est un dictateur […] La démocratie en Côte d'Ivoire est en train d'être assassinée » et la volonté du peuple souverain « piétinée par une junte militaire », accusant le président sortant d'« occuper » le palais présidentiel, avec le soutien de trois officiers généraux. Il déclare avoir fait, à l'issue de l'élection présidentielle ivoirienne, « le choix entre la forfaiture et la vérité […] J'ai décidé de soutenir la vérité et, ici en Côte d'Ivoire, la vérité des urnes, c'est que M. Ouattara a bel et bien gagné ». « Nous sommes dans une situation d'état d'urgence » estimant qu'« il y a des risques réels » d'embrasement en Côte d'Ivoire et accuse Laurent Gbagbo de faire « venir des miliciens du Liberia pour semer chez nous la désolation et la mort […] Gbagbo est dans une logique de confiscation du pouvoir et a ressorti les "escadrons de la mort", prêts à assassiner les Ivoiriens ». Il en appelle à nouveau à l'intervention de la communauté internationale, qui a reconnu l'élection d'Alassane Ouattara, car « Gbagbo a bien compris que la communauté internationale a toujours été hésitante et vacillante face à l'application de ses résolutions »[26].
  - Le Conseil de sécurité de l'ONU reconnaît la victoire d'Alassane Ouattara au second tour de l'élection présidentielle ivoirienne et « condamnent dans les termes les plus forts possible tout effort de renverser la volonté du peuple ». Les quinze pays du Conseil de sécurité ont, en outre, brandi la menace de sanctions contre quiconque menacerait le processus de paix en Côte d'Ivoire[27].
- Jeudi 9 décembre 2010 :
  - Des notes diplomatiques américaines divulguées par Wikileaks concernent l'ivoirien Charles Blé Goudé, surnommé « ministre de la rue » de Laurent Gbagbo[28].
  - Des notes diplomatiques américaines divulguées par Wikileaks révèlent les mystères du bombardement du camp français de Bouaké en Côte d'Ivoire, alors que le pic de la tension entre la France et la Côte d'Ivoire avait sans doute été atteint en novembre 2004, avec l'opération « Dignité » qui devait permettre aux troupes loyalistes de reprendre le contrôle de l'ensemble du territoire aux rebelles des Forces nouvelles grâce à l'acquisition d'hélicoptères de combat et d'avions de chasse achetés par la Côte d'Ivoire malgré un embargo des Nations unies.
  - Selon le Haut commissariat des Nations unies pour les réfugiés, quelque 2 000 Ivoiriens ont fui leur pays depuis le 29 novembre, au lendemain du second tour de la présidentielle qui a provoqué une crise politique entre les deux candidats revendiquant la victoire.
  - Désormais, de plus en plus isolé sur la scène internationale, le président sortant, Laurent Gbagbo, tente une ouverture en appelant à la « discussion », mais l'heure n'est pas au compromis pour le nouveau président Alassane Ouattara qui cherche l'allégeance de l'armée.
- Samedi 11 décembre 2010 : Le gouvernement de Laurent Gbagbo accuse « des membres civils et militaires de certaines chancelleries occidentales » de chercher à « déstabiliser » le régime en tentant de faire basculer des militaires dans le camp de son rival Alassane Ouattara.
- Mardi 14 décembre 2010 : Les forces loyales à Laurent Gbagbo ont utilisé des gaz lacrymogènes pour disperser quelque 3 000 manifestants, vers Tiebissou, qui réclamaient l'accession d'Alassane Ouattara à la présidence.
- Jeudi 16 décembre 2010 : Les forces loyales à Laurent Gbagbo ont tué au moins neuf « manifestants non armés » alors qu'ils tentaient de rejoindre le siège de la radio-télévision d’État RTI à l'appel d'Alassane Ouattara. Selon le premier ministre Guillaume Soro, « il y a eu une trentaine de morts et 110 blessés ».
- Vendredi 17 décembre 2010 : Le gouvernement de Laurent Gbagbo interdit plusieurs quotidiens et groupes de presse favorables à Alassane Ouattara au lendemain d'une marche de ses partisans pour le contrôle de la télévision d’État, RTI, et de l'information en général, réprimée par les forces de l'ordre. Parmi eux, le quotidien indépendant L'Intelligent, les journaux d'opposition Le Patriote, Le Nouveau Réveil, L'Expression, Nord-Sud, Le Mandat et Le Démocrate[29].
- Samedi 18 décembre 2010 :
  - Une patrouille de l'ONUCI a essuyé dans la nuit des tirs de la part d'« un groupe de six hommes armés vêtus de tenues militaires et voyageant dans un véhicule civil » devant l'entrée du siège de l'organisation.
  - Le chef de file des jeunes patriotes, Charles Blé Goudé, et ministre de la Jeunesse de Laurent Gbagbo, appelle le peuple ivoirien « à s'apprêter à livrer  » le « combat » contre le camp d'Alassane Ouattara : « Nous allons défendre la dignité et la souveraineté de notre pays jusqu'à la dernière goutte de notre sueur [...] Je demande à tous les Ivoiriens de s'apprêter à livrer ce combat, on va libérer totalement notre pays [...] La récréation est terminée ! ». Charles Blé Goudé, surnommé « général de la rue », avait été le fer de lance de violentes manifestations anti-françaises en 2003 et 2004 à Abidjan. Il est soumis depuis 2006 à des sanctions de l'ONU, gel de ses avoirs et interdiction de voyager.
  - Le gouvernement de Laurent Gbagbo a demandé le départ de l'ONUCI et de la force militaire française Licorne et s'oppose d'ores et déjà au renouvellement de cette opération qui expire le 20 décembre. Le gouvernement « considère que l'ONUCI a largement failli à sa mission en posant des actes qui ne sont pas conformes à son mandat d'impartialité », l'accusant d'avoir soutenu les forces ex-rebelles alliées à Alassane Ouattara.
  - Le premier ministre Guillaume Soro déclare que la demande du départ de l'ONUCI et de la force française Licorne est « ridicule et ubuesque » et ne peut pas être appliquée car Laurent Gbagbo « n'est plus président ». Il a souhaité que la communauté internationale ne mette pas « autant de temps pour se rendre compte que nous avons en face de nous une vraie folie meurtrière qui va semer la désolation et créer un autre Rwanda en Côte d'Ivoire ».
- Dimanche 19 décembre 2010 :
  - Le président Alassane Ouattara, reconnu par la communauté internationale, a écrit au secrétaire général de l'ONU, Ban Ki-moon, pour lui dire qu'il « demande », en tant que président légitime, le maintien des forces de l'Onuci  dans son pays, contrairement à son rival Laurent Gbagbo, affirmant que « les décisions de Laurent Gbagbo sont nulles et de nul effet »[30].
  - Des heurts ont opposé à Paris des partisans des deux présidents proclamés, Laurent Gbagbo et Alassane Ouattara, faisant deux blessés, dont un à l'arme blanche[31].
  - La Haute commissaire aux droits de l'Homme de l'ONU, Navi Pillay, accuse les partisans de Laurent Gbagbo de « violations massives des droits de l'Homme » faisant « ces trois derniers jours plus de 50 morts » parmi les partisans d'Alassane Ouattara. Elle évoque en particulier des enlèvements commis de nuit par des « individus armés non identifiés en tenue militaire », accompagnés par des soldats des FDS et miliciens fidèles à Laurent Gbagbo.
- Lundi 20 décembre 2010 :
  - Le chef de l'Onuci, Choï Young-Jin, dénonce l'accroissement des « actes hostiles » commis depuis le 15 décembre « par le camp du président Gbagbo » « à l'endroit de la communauté internationale, y compris le corps diplomatique », les Casques bleus de l'Onuci et les forces françaises de l'opération Licorne[32].
  - Le Conseil de sécurité de l'ONU a prolongé de six mois le mandat de la force de maintien de la paix de l'Onu en Côte d'Ivoire (Onuci) qui arrivait à expiration le 31 décembre[33].
- Mercredi 22 décembre 2010 :
  - Le couvre-feu nocturne en vigueur depuis le jour précédant la présidentielle ivoirienne du 28 novembre a été levé selon le porte-parole de l'armée fidèle à Laurent Gbagbo à la télévision d’État RTI.
  - L'accès au Golf Hôtel qui tient lieu de quartier général à Alassane Ouattara est toujours bloqué depuis le 16 décembre par des barrages tenus par des éléments des Forces de défense et de sécurité fidèles à son rival Laurent Gbagbo.
  - Laurent Gbagbo, à l'occasion d'une rencontre avec une dizaine de responsables de mouvements de jeunes d'Afrique venus lui apporter « leur soutien », a réaffirmé qu'il « résistait » aux pressions internationales lui demandant de céder le pouvoir évoquant une « lutte indispensable » pour libérer l'Afrique et dénonçant les chefs d'Etat africains qui « rient » en le regardant « aux prises avec des forces étrangères »[34].
  - Le premier ministre Guillaume Soro, appelle la communauté internationale à recourir à la force contre Laurent Gbagbo, seule solution qui reste, selon lui : « Après toute la pression internationale et les sanctions qui n'ont pas produit d'effet sur M. Gbagbo, il est évident qu'il n'y a qu'une solution qui reste, celle de la force [...] Je demande au Conseil de sécurité des Nations unies, à l'Union européenne, à l'Union africaine et à la Cédéao d'envisager la force [...] La situation sécuritaire est très préoccupante [...] Nous espérons vivement que la communauté internationale ne prenne pas trop de temps pour se rendre compte que la place de Gbagbo n'est pas au palais présidentiel mais à la Cour pénale internationale de La Haye [...] Tous les ingrédients d'une guerre civile sont réunis et c'est peut-être ce qui a inspiré la décision de Paris [...] Nous sommes face à une folie meurtrière et il n'est pas exclu que ce régime qui se sent aux abois, désavoué par la Cédéao, désavoué par l'Union africaine, désavoué par l'Union européenne et l'ONU, devienne de plus en plus violent et suive la voie suicidaire »[35],[36].
  - L'ex-premier secrétaire du PS français, François Hollande a estimé sur RTL que ce n'est pas à Nicolas Sarkozy « de prendre des initiatives » sur la Côte d'Ivoire, mais aux Nations unies et à l'Union africaine, affirmant que les 900 soldats français de la Licorne étaient en Côte d'Ivoire « non pas parce que la France l'a décidé elle-même, mais parce qu'elle a été mandatée par les Nations-unies ». Il a désapprouvé l'ultimatum de Nicolas Sarkozy sommant le président autoproclamé ivoirien Laurent Gbagbo de quitter le pouvoir, soulignant que « quand on fixe des ultimatums, il faut être sûr qu'ils peuvent être tenus [...] parce qu'après, quand ils ne sont pas respectés, qu'est-ce qu'on fait ? [...] Il faut être sérieux et responsable ». Il s'est aussi prononcé pour l'exclusion de Laurent Gbagbo de l'Internationale socialiste.
  - Les Nations unies ont reconnu l'ambassadeur désigné par Alassane Ouattara, Youssouf Bamba, comme le représentant de son pays auprès de l'organisation internationale.
  - L'Union européenne entérine des sanctions contre le président autoproclamé Laurent Gbagbo et 18 membres de son entourage, dont ses deux épouses et les membres du premier cercle du pouvoir, dont Désiré Tagro, ex-ministre de l'Intérieur, général Dogbo Blé Brunot, chef de la Garde républicaine, Pierre Brou Amessan, patron de la radio-télévision d’État RTI, général Georges Guiai Bi Poin, chef des unités spéciales. Ces mesures devraient être suivies prochainement du gel des avoirs des personnes visées.
  - La Banque mondiale et L'Union économique et monétaire ouest-africaine annoncent le gel des financements de la Côte d'Ivoire.
  - La Commission européenne a débloqué 5 millions d'euros, pour faire face à une crise humanitaire dans les pays voisins de la Côte d'Ivoire en cas d'afflux de réfugiés fuyant les violences. Jusqu'à présent, environ 11 000 Ivoiriens, dont une majorité de femmes et d'enfants, ont fui vers le Liberia, la Guinée et le Ghana.
  - Le nouvel ambassadeur désigné par Alassane Ouattara, Youssouf Bamba, est reconnu par la Commission de vérification des pouvoirs de l'Assemblée générale, chargée de vérifier les lettres de créances des ambassadeurs auprès de l'ONU, comme le représentant de son pays auprès des Nations unies.
- Jeudi 23 décembre 2010 :
  - Le journal La Croix révèle que l'ancien président Laurent Gbagbo aurait vendu, en mai dernier, pour 12 millions d'euros une propriété située à Vandoeuvres, sur les bords du lac Léman et appartenant à la présidence ivoirienne. Le montant de la vente aurait été versé sur un compte bancaire de la Société Générale à Paris. Selon le journal, une douzaine d'appartements parisiens et de pavillons de banlieue auraient déjà été cédés selon la même procédure[37].
  - Selon la Haute commissaire adjointe aux droits de l'homme de l'ONU, Kyung-Wha Kang, 173 personnes ont été tuées et 471 autres arrêtées entre le 16 et le 21 décembre en Côte d'Ivoire.
  - Le ministre français de la Coopération, Henri de Raincourt, déclare que la France ne peut recommander une opération militaire dans le conflit qui oppose deux prétendants à la présidence ivoirienne et toute initiative en ce sens relèverait des pays africains : « Je ne vois pas l'Onuci déclarer la guerre à une partie de la Côte d'Ivoire contre l'autre partie [...] Donc, si quelque chose devait en la matière se produire ça ne pourrait être qu'à l'initiative des pays africains eux-mêmes [...] la France elle-même ne peut en aucune manière recommander le recours à la violence, c'est une responsabilité entière qui revient aux chefs d'Etat de l'Afrique qui vont se réunir »[38].
- Vendredi 24 décembre 2010 : Le président reconnu Alassane Ouattara, appelle l'armée fidèle à Laurent Gbagbo à se rallier à lui et à protéger la population des « atrocités » commises par des éléments armés, parmi lesquels « des mercenaires et des miliciens étrangers [...] de graves violations des droits de l'Homme sont constatées partout [...] En tant que chef suprême des armées, je demande aux Forces de défense et de sécurité d'assurer leur mission républicaine de protection des populations contre les miliciens et mercenaires étrangers qui font couler le sang des Ivoiriens ».
- Samedi 25 décembre 2010 : Environ 14 000 Ivoiriens ont fui vers le Liberia voisin pour échapper aux violences post-électorales dans leur pays et certains autres ont été empêchés par des groupes armés des Forces Nouvelles de traverser librement la frontière, les obligeant à « dévier de leur route de près de 80 km vers le sud afin d'entrer au Liberia ».
- Lundi 27 décembre 2010 :
  - L'appel à la grève générale lancé par le président reconnu Alassane Ouattara a été peu suivi où beaucoup d'habitants se sont rendus à leur travail par nécessité.
  - Une trentaine de jeunes partisans d'Alassane Ouattara, qui avaient pris le contrôle dans la journée de l'ambassade de Côte d'Ivoire à Paris, ont cessé l'occupation des lieux dans la soirée. Ces jeunes souhaitaient rester dans le bâtiment jusqu'à l'arrivée d'un nouvel ambassadeur désigné par Alassane Ouattara pour remplacer l'actuel ambassadeur Pierre Kipré, une personnalité proche du président sortant Laurent Gbagbo.
- Mardi 28 décembre 2010 :
  - L'appel à la grève lancé par Alassane Ouattara a été mieux suivi aujourd'hui qu'hier et s'est traduit, notamment à Abidjan et dans d'autres villes, par une forte réduction de l'offre des transports collectifs et par de nombreux commerces fermés.
  - Un convoi composé de trois véhicules de la mission de l'Onuci, transportant 22 soldats, a été encerclé à Abidjan par une « foule nombreuse » et un Casque bleu a été blessé au bras avec une machette et un des véhicules a été incendié lors de cet incident. La situation est « retournée à la normale » grâce à l'intervention du général Philippe Mangou, chef d'état-major des forces fidèles au président sortant Laurent Gbagbo, dont le quartier de Yopougon est un bastion. Le chef de l'Onuci Choï Young-Jin a dernièrement dénoncé l'accroissement des « actes hostiles » contre la mission commis par le camp Gbagbo[39].
  - Quelque 19 120 Ivoiriens ont fui vers le Liberia voisin pour échapper aux violences post-électorales dans leur pays, dont 5 000 durant le dernier week-end. La majorité de ces réfugiés sont des femmes et enfants et environ 62 % d'entre eux ont moins de 18 ans.
- Mercredi 29 décembre 2010 :
  - Une patrouille de l'ONUCI qui allait à Abobo (quartier du nord d'Abidjan) a été bloquée par des barricades et a essuyé des tirs depuis un immeuble. Les Casques bleus ont dû effectuer des tirs en l'air de sommation face à une foule qui devenait de plus en plus nombreuse et hostile.
  - Charles Blé Goudé, chef de file des « Jeunes patriotes », partisans de Laurent Gbagbo, affirme qu'ils allaient « libérer à mains nues » à partir de samedi le Golf hôtel d'Abidjan qui sert de quartier général au camp d'Alassane Ouattara et qui est notamment protégé par l'Onuci.
  - Une trentaine d'intellectuels, surtout français et africains, appellent dans une lettre ouverte à « enrayer la menace de guerre » qui pèse sur la Côte d'Ivoire, rejetant toute intervention armée dans ce pays en crise, se déclarant « profondément convaincus qu'une intervention militaire en Côte d'Ivoire serait de nature à aggraver une situation qui est suffisamment tragique, et plongera à coup sûr le pays et la sous-région dans la tourmente »[40].
  - Les chefs d'état-major des pays ouest-africains se sont réunis pendant 2 jours à Abuja pour évoquer la crise en Côte d'Ivoire après que les dirigeants de la région eurent demandé la semaine dernière le départ du pouvoir de Laurent Gbagbo, par la force si nécessaire. Selon le secrétaire d’État aux Affaires étrangères du Cap Vert, Jorge Borges, une « intervention militaire » des pays d'Afrique de l'Ouest en Côte d'Ivoire « semble heureusement écartée pour le moment ». La visite mardi à Abidjan de trois présidents ouest-africains — Pedro Pires (Cap Vert) Boni Yayi (Bénin) et Ernest Koroma (Sierra Leone) —, « a permis d’établir un pont vers le dialogue entre les deux camps » rivaux[41].
  - Le chef du département des opérations de maintien de la paix de l’ONU, Alain Leroy, dénonce la « propagande » et les « appels à la haine » véhiculés par la télévision d’État RTI contre l'ONUCI, et affirme sa « détermination » à poursuivre son mandat malgré une attaque la veille contre des Casques bleus : Si la population est manipulée pour se tourner contre l'Onuci, malheureusement c'est la propagande de la RTI qui en est beaucoup la cause [...] Ces déclarations que j'entends à la RTI évidemment nous consternent [...] elles incitent la population à se tourner contre l'Onuci, voire elles incitent à la haine [... L'attaque d'un convoi de l'ONUCI par la foule] est évidemment une des conséquences directes des appels à la haine, des fabrications, de la propagande anti-Onuci que véhicule la RTI [...] Il n'est pas question que nous partions, nous allons faire face [...] La détermination de la mission reste entière. Laurent Gbagbo a exigé le départ de l'Onuci (9 000 éléments) et de la force française Licorne (900 hommes) qui la soutient, les accusant de soutenir son rival[42].
  - Le nouvel ambassadeur de Côte d'Ivoire à l'ONU, Youssouf Bamba, a demandé à l'organisation d'agir pour empêcher un « génocide » dans son pays[43].
  - Une quarantaine de jeunes partisans d'Alassane Ouattara occupe l'ambassade de la Côte d'Ivoire à Bamako pour « exiger le départ » de son rival Laurent Gbagbo, en attente du nouvel ambassadeur désigné. Les Ivoiriens installés au Mali ont majoritairement voté lors de la présidentielle du 28 novembre pour Alassane Ouattara.
- Jeudi 30 décembre 2010 :
  - Une mission de l'ONU, chargée des droits de l'homme, a été empêchée plusieurs fois, par les forces fidèles à Laurent Gbagbo, d’accéder à des villages où se trouveraient des charniers, en particulier à Anyama[44].
  - Les deux célèbres avocats français, Jacques Vergès et Roland Dumas (ancien ministre socialiste des Affaires étrangères), ont annoncé qu'ils allaient défendre les « autorités » ivoiriennes et « faire un livre blanc », après un entretien au palais présidentiel d'Abidjan avec Laurent Gbagbo qui « est devenu un symbole » car il « représente une Afrique nouvelle, une Afrique qui ne s'incline pas » « et c'est ça qui est intolérable pour les dirigeants français »[45]. Les deux juristes affirment que Laurent Gbagbo, déclaré vainqueur par le Conseil constitutionnel, a été victime de fraudes au bénéfice de son adversaire, Alassane Ouattara, lors de l'élection du 28 novembre et réclament un recomptage des voix « sous le contrôle international ».
- Vendredi 31 décembre 2010 : Le président reconnu Alassane Ouattara, donne à Laurent Gbagbo jusqu'à minuit pour quitter le pouvoir, lui promettant qu'« il n'aurait pas d'ennuis » s'il se retirait dans ce délai comme il en a fait la promesse à la mission de la Communauté économique des États d'Afrique de l'Ouest (Cédéao). Selon le premier ministre Guillaume Soro, s'il ne quitte pas le pouvoir, « le président de la République sera au regret d'envisager d'autres mesures » se redisant « convaincu que seule la force » fera partir le dirigeant sortant. La Cédéao a menacé Laurent Gbagbo d'une opération militaire s'il ne se retirait pas.